# Anonychomyrma nitidiceps
Anonychomyrma nitidiceps is een mierensoort uit de onderfamilie van de Dolichoderinae. De wetenschappelijke naam van de soort is voor het eerst geldig gepubliceerd in 1896 door André.